# Friederike Güssefeld
Friederike Güssefeld (* 5. März 1984 in Hamburg) ist eine deutsche Filmregisseurin und Drehbuchautorin.

## Beruflicher Werdegang
Friederike Güssefeld studierte an der Ludwig-Maximilians-Universität München Neuere Deutsche Literatur und Kommunikationswissenschaften. Von 2008 bis 2018 absolvierte sie ihr Studium der Regie an der HFF München, Schwerpunkt Dokumentarfilm und Fernsehpublizistik, wo sie diverse Kurzfilmprojekte und zwei Dokumentarfilme realisierte. Heute lebt sie in Berlin und arbeitet als Regisseurin und Drehbuchautorin für fiktionale und dokumentarische Stoffe.

## Werk
Die Filme von Friederike Güssefeld liefen auf nationalen wie internationalen Festivals und wurden mehrfach preisgekrönt. 
Ihr Abschlussfilm, der Dokumentarfilm Out of Place, feierte seine Premiere 2019 im Internationalen Wettbewerb des Visions du Réel in Nyon und wurde mit dem First Steps Award für den besten Dokumentarfilm ausgezeichnet. 2020 lief Out of Place als Gast der Perspektive Deutsches Kino auf der Berlinale. Der Film handelt von drei deutschen Jugendlichen, die in sogenannten auslandspädagogischen Maßnahmen leben. Sie sollen in einem strukturierten und gleichförmigen Alltag auf ein angepasstes Leben zurück in Deutschland vorbereitet werden, ungeachtet ihrer Sehnsucht nach persönlicher Freiheit und gleichzeitiger Zugehörigkeit. Der Film behandelt das Erwachsenwerden in einer zunehmend kommodifizierten Welt.
Der Dokumentarfilm Wenn man sie bedauert, können sie schlecht sterben wurde auf der Dokumentarfilmwoche Hamburg 2016 gezeigt. Die Regisseurin kehrte für den dokumentarischen Film nach zwanzig Jahren in das Heimatdorf ihrer Mutter im Süden Brandenburgs zurück. Anhand einer Reihe geheimnisumwobener Todesfälle wird die Geschichte eines Dorfes und seiner Bewohner erzählt. In Interviews erinnern sich diese an die Zeit nach dem Krieg, die DDR und an die Wende: Nur zur Gegenwart gibt es kaum etwas zu sagen. Ein Ort der sich nur noch durch die Erinnerung am Leben hält, der vom Aussterben bedroht ist – und mit ihm seine Geschichten.

## Auszeichnungen
- 2019 Out of Place, First Steps Award[6]
- 2019 Wenn man sie bedauert, können sie schlecht sterben, Nonfiktionale, AVID Schnittpreis[7]
- 2019 Out of Place, Shortlist Nominierung FFF Förderpreis
- 2017 Kai, 18. Landshuter Kurzfilmfestival – Großer BMW Kurzfilmpreis[8]

## Filmografie
- 2019 Out of Place, Dokumentarfilm
- 2016 Kai, Kurzfilm
- 2015 Wenn man sie bedauert, können sie schlecht sterben, Dokumentarfilm
- 2013 Mutter, Seelen, Allein, Kurzfilm
- 2009 Von Haus zu Haus, Kurz-Dokumentarfilm